# Битти, Джойс
Джойс Мария Битти (англ. Joyce Marie Beatty; род. 12 марта 1950, Дейтон, Огайо) — американский политический деятель, член Палаты представителей США от Огайо с 3 января 2013 года.

## Биография
Родилась 12 марта 1950 года в Дейтоне, штат Огайо, США. Получила степень бакалавра по ораторскому искусству в Центральном государственном университете, а затем — степень магистра по консультативной психологии в Университете Райта в 1975 году. Она также проходила обучение в Университете Цинциннати. В 2003 году она получила почётную докторскую степень в Доминиканском университете Огайо.

## Карьера
В 1999 году член Палаты представителей штата Отто Битти-младший принял решение о досрочной отставке для работаты в частном секторе. Битти, которая была его супругой, была назначена на его пост, а в 2000 году одержала победу на выборах, набрав 82% голосов. В 2006 году она была переизбрана на четвёртый срок с 87% голосов, однако, ограничение срока полномочий не позволило ей баллотироваться на новый срок в 2008 году.
6 марта 2012 года Битти победила бывшую конгрессвумен Мэри Джо Килрой и других кандидатов на праймериз Демократической партии в 3-м избирательном округе штата Огайо. Она получила поддержку от мэра Колумбуса Майкла Коулмена и прочих политических деятелей штата, включая представителей Трейси Максвелл Херд и Уилберна Карлтона Веддингтона.
На всеобщих выборах в Палату представителей 2012 года Джойс Битти одержала победу, сменив на посту члена конгресса республиканца Майка Тёрнера.

## Личная жизнь
Битти была замужем за адвокатом и бывшим членом Палаты представителей Огайо Отто Битти-младшим, который скончался 14 мая 2021 года в возрасте 81 года. 
Она также была национальным представителем Американской кардиологической ассоциации и входила в Национальную ассоциацию содействия прогрессу цветного населения.